# Gregor
Gregor je moško osebno ime.

## Izvor imena
Ime Gregor izhaja iz latinskega imena Gregorius, to pa iz grškega imena Grêgórios (Γρηγόριος), ki ga razlagajo, da je nastalo iz glagola grêgoréô (γρηγορέω) v pomenu »sem buden, živim« 

## Različice imena
- moške oblike imena: Gregorij, Gligo, Gligor, Gligorije, Gliša, Glišo, Greg, Grega, Gregec, Kekec, Gregi, Grga, Grgo, Grgur, Grigor, Griša, Grišo, Groga, Gigi
- ženske oblike imena: Grigorija, Gregica, Grgica

## Tujejezične oblike imena
- pri Albancih: Grigor, Gërgur
- pri Angležih: Gregory, Greg(g)
- pri Armencih: Գրիգոր (Krikor, Grigor)
- pri Baskih: ?
- pri Belorusih: Рыгор (Ryhor), Грэгары (Hrehary)
- pri Bolgarih: Grigor
- pri Čehih: Řehoř
- pri Dancih: Gregers
- pri Fincih: Reijo, Reko
- pri Francozih: Grégoire, Grégory
- pri Grkih: Grêgórios (Γρηγόριος), Gri̱górios; Γρηγόρης (Grigoris, Gregoris)
- pri Gruzincih: გრიგოლი (Grigoli, Grigori)
- pri Hrvatih: Grgur, Grgo, Grga
- pri Ircih: Gréagóir
- pri Italijanih: Gregorio, Gorello, Gorino, Goriano, Gigi
- pri Islandcih: Gregor
- pri Kataloncih: Gregori
- pri Latvijcih: Gregors
- pri Litvancih: Gregoras, Grigalius, Grigas, Gregorijus
- pri Lužiških Srbih: Hrjehor, Gregor
- pri Madžarih: Gergely, Gergő (transilvansko Gerő)
- pri Makedoncih: Gligor(ije), Grigor(ije)
- pri Nemcih: Gregor
- pri Norvežanih: Greger, Gregers
- pri Nizozemcih in Flamcih: Gregoor, Gregorius
- pri Poljakih: Grzegorz
- pri Portugalcih: Gregório
- pri Prekmurcih: Gergel, ali tudi Gregor, Grgo
- pri Romunih: Gregor
- pri Rusih: Григорий (Grigorij), Griša
- pri Slovakih: Gregor
- pri Srbih: Grigor(ije), Gligor, Gliša
- pri Škotih: Gregor
- pri Špancih: Gregorio
- pri Švedih: Greger
- pri Ukrajincih: Григорій (Grigorij/Hrihori), Гриць(ко)-Hryts(ko)
- pri Valižanih: Grigor
- v Jidišu: Gregori

## Pogostost imena
Po podatkih Statističnega urada Republike Slovenije je bilo na dan 31. decembra 2007 v Sloveniji število moških oseb z imenom Gregor: 9.563. Med vsemi moškimi imeni pa je ime Gregor po pogostosti uporabe uvrščeno na 21. mesto.

## Svetniki
Gregor je ime več svetnikov, vsega skupaj okoli 42, med katerimi so tudi papeži. Med njimi je najbolj znan Gregor I., ki je širil krščanstvo med Longobardi in Angleži (god 12. marca, po novem 3. septembra).

## Osebni praznik
V našem koledarju z izborom svetniških imen, udomačenih med Slovenci in njihovimi godovnimi dnevi po novem bogoslužnem koledarju je ime Gregor zapisano 10 krat. Pregled godovnih dni v katerih poleg Gregorja godujejo še Budislav in Budimir ter osebe katerih imena nastopajo kot različice navedenih imen.
- 2. januar, Gregor Nazianški, škof in cerkveni učitelj
- 4. januar, Gregor Langerski, škof († 4. jan. 539)
- 10. januar, papež Gregor X. († 10. jan. 1276)
- 11. februar, papež Gregor II. († 11. feb. 731)
- 9. marec, Gregor, škof († 9. mar. 395/?/)
- 12. marec, Gregorjevo, smrt papeža Gregorja I. († 12. mar. 604)
- 25. maj, papež Gregor VII. († 25. maja 1085)
- 17. junij, Gregor Barberigo, škof († 17. jun. 1697)
- 3. september, papež Gregor I. (Veliki) (nastop pontifikata, 3. sep. 590)
- 28. november, papež Gregor III. († 28. nov. 741)

## Priimki nastali iz imena
Iz imena Gregor so nastali priimki: Gregorač, Gregorc, Gregorec, Gregorčič, Gregorič, Gregorin, Gregorinčič, Gregorka, Gregačič, Gregarec, Gregel, Grogl, Grego, Gregorčič in Gregor

## Zanimivosti
- V Sloveniji je osem cerkva sv. Gregorja. Po župnijski cerkvi sv. Gregorja se imenuje kraj Sveti Gregor v občini Ribnica.
- Na Gregorjevo (12. marca) so po madžarskem zgledu prekmurski učitelji uvedli koledovanje imenovano v prekmurščini gregorjevánje, ali gergelovánje (ime Gergel je prišel iz madžarščine [Gergely] v prekmurščini). Okoli Gregorjevega sta dva najboljša učenca od hiše do hiše hodila po gregoraciji, pela kolednico in prosila darov.
- V večini držav na svetu uporabljajo gregorijanski koledar, ki je imenovan po papežu Gregorju XIII.

## Znani nosilci
- Gregor (več papežev)
- Gregor (I.) Veliki
- Gregor (I.) Razsvetitelj
- Gregor XIII.
- Gregor iz Nise
- Gregor iz Toursa
- Gregor Aleš - Kefe
- Gregor Aljančič
- Gregor Anderluh
- Gregor Andolšek
- Gregor Antoličič
- Gregor Arh
- Gregor Bajde
- Gregor Baković
- Gregor Balažic
- Gregor Batagelj
- Gregor Bauman
- Gregor Bavdek
- Gregor Belušič
- Gregor Benedik (1850-1923), slikar panjskih končnic
- Gregor Benedik
- Gregor Bergant
- Gregor Berkopec
- Gregor Bezenšek
- Gregor Blatnik
- Gregor Božič
- Gregor Božič (gozdar)
- Janez Gregor Božič
- Gregor Brecl Jakob
- Gregor Brvar
- Gregor Bucik
- Gregor Budihna
- Gregor Bulc
- Gregor Celestina
- Gregor Cevc
- Gregor Cigler
- Gregor Cotič
- Gregor Timothy Čeh
- Gregor Češarek
- Gregor Čok
- Gregor Čremošnik
- Gregor Čuk
- Gregor Čušin
- Gregor Ćudić
- Gregor Danev
- Gregor Deleja
- Gregor Deschwanden
- Gregor Dolar
- Gregor Dolenc
- Janez Gregor Dolničar
- Gregor Domanjko
- Gregor Dražil
- Gregor Drnovšek
- Gregor Dugar
- Gregor Dvorjak
- Gregor Einspieler
- Gregor Fazarinc
- Gregor Felicijan
- Gregor Ficko
- Gregor Fink
- Gregor Fon
- Gregor Forjanič
- Gregor Ftičar
- Gregor Fučka
- Gregor Gajšek
- Gregor Gartner
- Gregor Gazvoda
- Gregor Geč
- Gregor Geršak
- Gregor Glas
- Gregor Glavač
- Gregor Godeša
- Gregor Golobič
- Gregor Gomišček
- Gregor Gorenc
- Gregor Gorjanc
- Gregor Grad
- Gregor Grahovac
- Gregor Gramc
- Gregor Grasselli
- Gregor Grašič
- Gregor Gregorčič
- Gregor Gregorič
- Gregor Grešak
- Gregor Grilc
- Gregor Gruden
- Gregor Gubenšek
- Gregor Gunčar
- Gregor Guštin
- Gregor Gysi
- Gregor Hafner
- Gregor Hawlina
- Gregor Hočevar
- Gregor Horvatič
- Gregor Hrovat
- Gregor Hrovatin
- Gregor Hudrič
- Gregor Hvalc
- Gregor Ilaš
- Gregor Inkret
- Gregor Jagodič
- Gregor Jakac
- Gregor Jakelj
- Gregor Jančič
- Gregor Jazbec
- Gregor Jenuš
- Gregor Jereb
- Gregor Jerman
- Gregor Jerončič
- Gregor Jesenko (1865-1940)
- Gregor Jesenko ml.
- Gregor Jurak
- Gregor Kacin Medle - Gregorov
- Gregor Kalan
- Gregor Kamnikar
- Gregor Kašman
- Gregor Kebe (1799-1885)
- Gregor Kemperle
- Gregor Kersche
- Gregor Kerševan
- Gregor Kit
- Gregor Kladnik
- Gregor Klančič
- Gregor Klančnik
- Gregor Klepej
- Gregor Knafelc
- Gregor Kobal
- Gregor Koblar
- Gregor Kocijan
- Gregor Kocijančič
- Gregor Kokalj
- Gregor Kolar
- Gregor Komel
- Gregor/Gilbert? Koncilja
- Gregor Korene
- Gregor Koritnik
- Gregor Kos
- Gregor (Grega) Košak
- Gregor Košir
- Gregor Košorok
- Gregor Kovačič  (več oseb)
- Gregor Kozar
- Gregor Kozovinc
- Gregor Kraigher
- Gregor Krajc
- Gregor Krajnc
- Gregor Kramberger
- Gregor Kranjc
- Gregor Kraševac
- Gregor Kraškovic
- Gregor Kravos
- Gregor Kregar
- Gregor Krek
- Gregor Gojmir Krek
- Gregor Kresal
- Gregor Krivic
- Gregor Kroupa
- Gregor Krušič
- Gregor Lavrinec
- Gregor Lednik
- Gregor Lesjak
- Gregor Lipovšek
- Gregor Lorenc
- Gregor Lorger
- Gregor Lozar
- Gregor Luštek
- Gregor Lutar
- Gregor Macedoni
- Gregor Maček
- Gregor Majdič
- Janez Gregor Majetič
- Gregor Makuc
- Gregor Malenšek
- Gregor Mali (duhovnik)
- Gregor Mali
- Gregor Markelj
- Gregor Mejak
- Gregor Mendel
- Gregor Mesec
- Gregor Meterc
- Gregor Miklič
- Gregor Moder (star.)
- Gregor Moder
- Gregor Mohar
- Gregor Musa
- Gregor Naglav
- Gregor Nagode
- Gregor Norčič
- Gregor Novak
- Gregor Novinec
- Gregor Novljan
- Gregor Oblak
- Gregor Osterc
- Gregor Papež
- Gregor Paul
- Gregor Pavlič
- Gregor Pavlin
- Gregor Pavšič
- Gregor(ij) Pečjak
- Gregor Perič
- Gregor Perko
- Gregor Pernuš
- Gregor Peternel
- Gregor Petkovšek
- Gregor Perušek
- Gregor Petrič
- Gregor Pintar
- Gregor Pipan
- Gregor Pirš
- Gregor Pivec
- Gregor (Grega) Plevelj
- Gregor Pobežin
- Gregor Počkar
- Gregor Podkrižnik
- Gregor Podlogar (pesnik)
- Gregor Podlogar (matematik)
- Gregor Poglajen
- Gregor Polončič
- Gregor Pompe
- Gregor Potočnik
- Gregor Pratneker
- Gregor Preac
- Gregor Premože
- Gregor Presker
- Gregor Radonjič
- Gregor Rajh
- Gregor Rakovič
- Gregor Ravnik
- Gregor Reichenberg
- Gregor (Grega) Repovš
- Gregor Repovž
- Gregor Režek
- Gregor Rihar
- Gregor Rihar mlajši
- Gregor Rihar (arhitekt)
- Gregor Rihtaršič
- Andrej Gregor Rode
- Gregor Rojc?
- Gregor Ropret
- Gregor Rozman
- Gregor(ij) Rožman
- Gregor Samastur
- Gregor Schlierenzauer
- Gregor Schoettl (Schöttl)
- Gregor Schusterschitz
- Gregor Selak
- Gregor Serša
- Gregor Sikošek
- Gregor Sikošek (kolesar)
- Gregor Skačej
- Gregor Skočir
- Gregor Skok
- Gregor Slak
- Gregor Sluga
- Gregor Sočan
- Gregor Somer
- Gregor Sračnjek
- Gregor Sraka
- Gregor Stermecki
- Gregor Strasbergar
- Gregor Strasser
- Gregor Strle
- Gregor Strmčnik
- Gregor Strniša
- Gregor Strniša (glasbenik)
- Gregor Strojin
- Gregor Šega
- Gregor Šegel
- Gregor Šeliga
- Gregor (Grigorij) Šermazanov (1886-1982)
- Gregor Šešerko
- Gregor Škafar
- Gregor Škorjanc
- Gregor Škrlj
- Gregor Šolar
- Gregor Špajzer
- Gregor Šparovec
- Gregor Šteharnik
- Gregor Štibernik
- Gregor Štiglic
- Gregor Švajger
- Gregor Tomc
- Gregor Torkar
- Gregor Tovšak
- Gregor Tozon
- Gregor Traven
- Gregor Trebušak
- Gregor Troha
- Gregor Trplan
- Gregor Trtnik
- Gregor Turk
- Gregor Turnšek
- Gregor Tušar
- Gregor Urek
- Gregor Ušeničnik
- Gregor Veble Mikić
- Gregor Velepec
- Gregor Velkaverh
- Gregor Veninšek
- Gregor Veselko
- Gregor Vezonik
- Gregor Videc
- Gregor Vilfan
- Gregor Virant
- Gregor Vodeb
- Gregor Voglar
- Gregor Volk
- Gregor Vorenc
- Gregor Vovk
- Gregor Vovk Petrovski
- Gregor Vračko
- Gregor Zabret
- Gregor Zafošnik
- Gregor Zagorc
- Gregor (Gregory L.) Zalar
- Gregor Ziherl
- Gregor Zorc
- Gregor Zore, diplomat
- Gregor Zore (nogometaš)
- Gregor Zupan
- Gregor Zver
- Gregor Žavcer
- Gregor Žerjav
- Gregor Žiberna - Tentava
- Gregor Židan
- Gregor Žmak
- Gregor Žorž
- Gregor Žumer
- Gregor Žvab
- Gregor Žvegelj
- Gregor Žvelc